# Gat abissini
El Gat abissini és una raça de gat domèstic molt popular, tant per la seva aparença física com la personalitat. Té un aspecte i mirada semblant a la d'un puma però en miniatura. Mostra gran elegància i harmonia en els seus moviments, és sociable, juganer i afectuós però també actiu i independent.

## Història

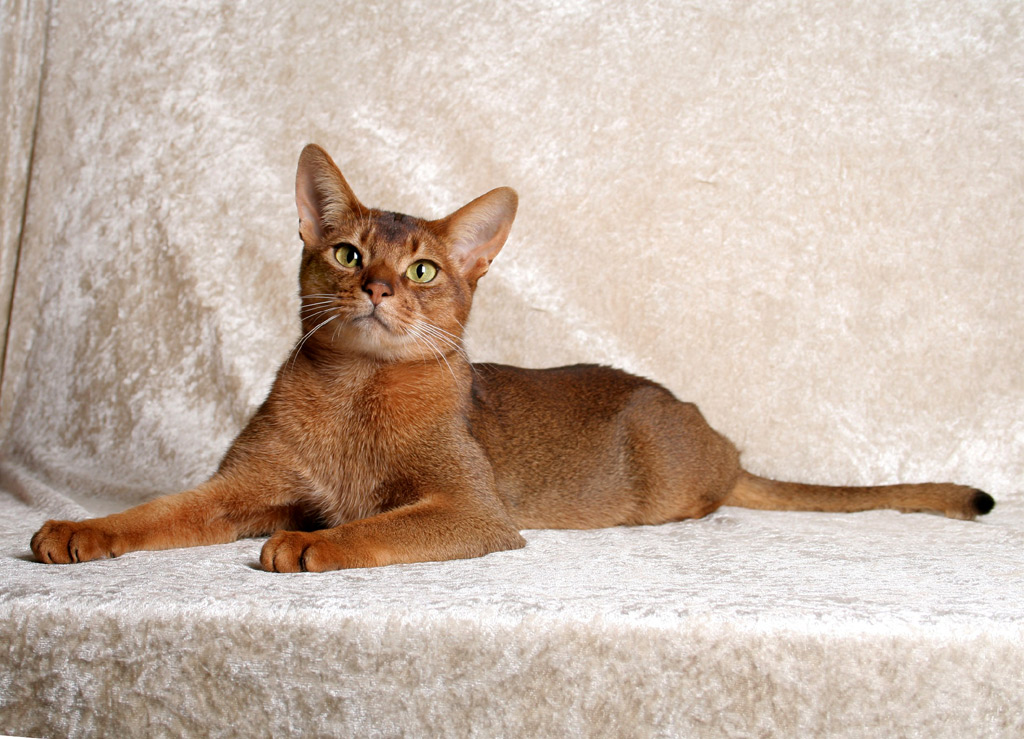
Gat abisini Valentino

L'origen dels gats abissini és poc clar i, per això, n'hi ha diverses teories. En primer lloc, es creu que l'abissini descendeix del gat domèstic de l'antic Egipte, els primers exemplars del qual van arribar a Anglaterra el 1860. Els gats, suposadament abissinis, passejaven per l'interior dels grans temple egipcis on eren considerats fills dels déus, la seva reencarnació terrenal. A més, representaven tot allò bo i diví, eren adorats i se'ls hi tenia gran respecte. Actualment, aquesta teoria és rebutjada perquè amb anterioritat al segle xix no es poden trobar autèntiques races de gats, com a molt tipus diversos i semblants, els gats ara són híbrids.

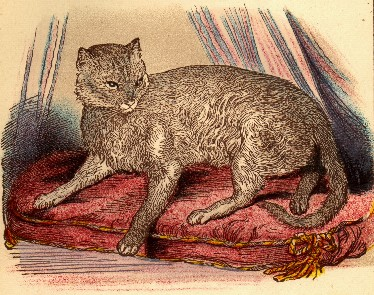
Zulu

En segon lloc, es diu que el primer gat d'aquest raça, anomenat “Zulu”, era propietat de la Sra. Barrett-Lenard i va arribar a Anglaterra l'any 1868 amb una expedició militar des de Abissini (Etiòpia). No obstant, com que els informes presents són poc fonamentats la teoria és poc acceptada pels criadors anglesos que s'inclinen a creure que la raça va sorgir de l'encreuament de diversos "silvers and browns tabbies" amb els gats natius d'Anglaterra “British Bunny”. Els anglesos van encarregar-se de criar els abissinis i, al principi, de refinar-los. Amb els anys, cada vegada eren de major qualitat els que s'exportaven. Els abissinis es trobaven a les cases de la burgesia anglesa mitja i alta. L'any 1909 va arribar el primer gat de la raça als Estats Units i va començar així la cria de la raça a Nord-amèrica, que trigaria temps a donar resultats.
A finals del segle xix la raça ja era coneguda i a principis del segle XX catalogada i, avui, totes les associacions felines del món accepten els seus colors tradicionals (Ruddy, Sorrel, Blue, i Fawn) i alguns de menys. En tot el món, els abissini s'han convertit en una de les races més populars.

## Descripció
El gat abissini té una figura estilitzada i àgil, harmoniosa. Segons la classificació FIFe es tracta de la categoria III: gats de pèl curt i somali i, segons la general, gats de pel curt. Tenen una esperança de vida d'entre 9 i 13 anys. Els mascles són més grans que les femelles les quals presenten una estructura òssia més fina i normalment són més actives. Per descriure'l es prenen com a base els estàndards de The International Cat Association (TICA), que donen punts de valoració a les diferents característiques dels gats. L'abissini pertany al Abyssinian Breed Group i, segons TICA, a la nomenclatura “AB/SO”.
El cap té una forma cuneïforme, amb corbes suaus i amb un front abombat. Es tracta d'un veritable triangle, de barbeta ferma, el perfil és un el·lipse gairebé perfecte amb una petita protuberància que s'anomena morro. Les orelles són amples, d'extrems rodons, acaben en punta com projectades cap endavant en posició d'alerta. Aquestes presenten un pel molt curt, normalment blanc. Els ulls són grans, en forma ametllada, envoltats per una línia negra, ben separats entre si i, normalment, de colors lluminosos (verd, groc...). Són molt brillants i expressius.

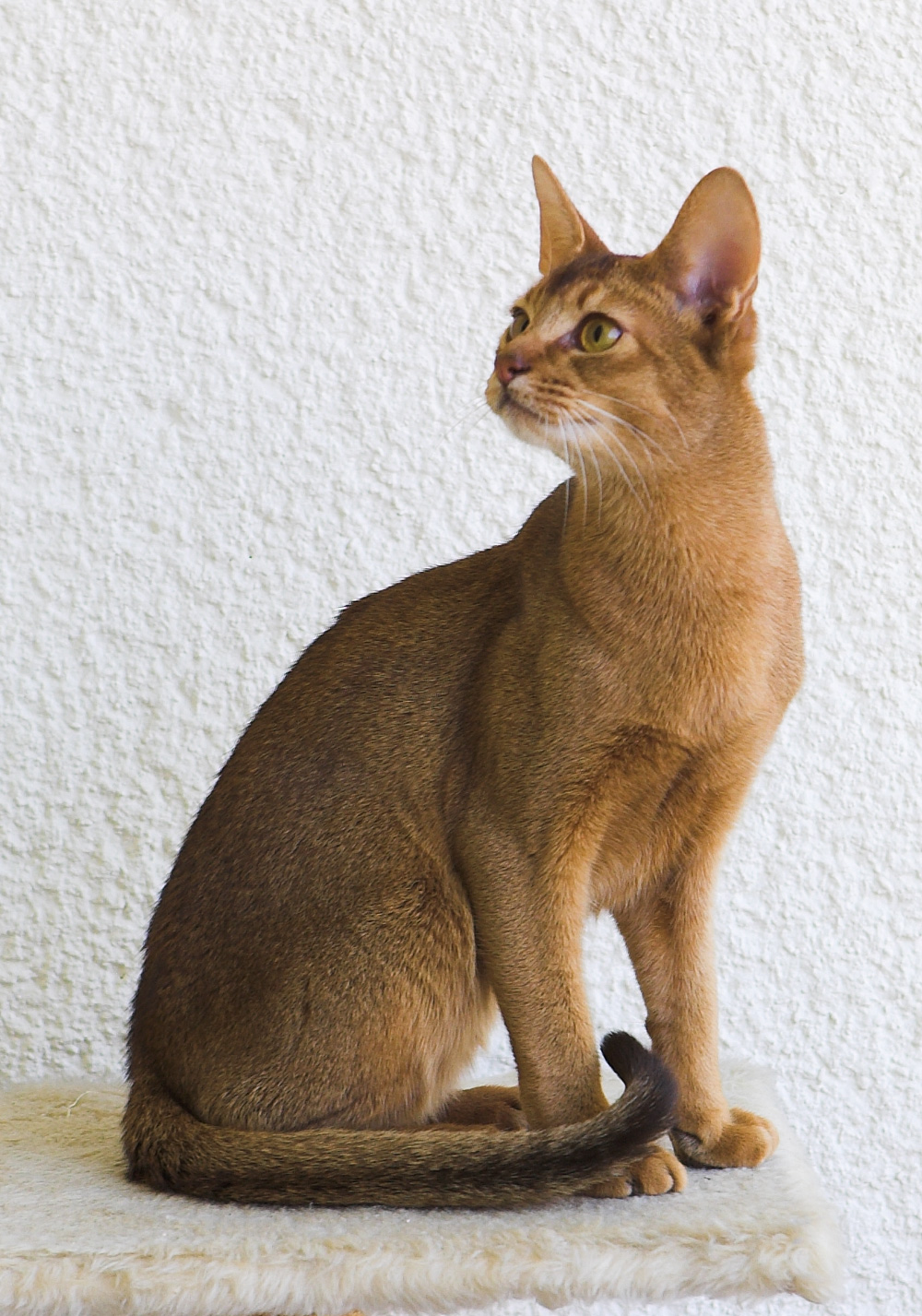
Cos del gat abissini

El seu cos és musculós, proporcionat, flexible i de grandària mitjana. La cua és molt llarga, ampla, espessa i punxeguda. La caixa toràcica és arrodonida i el costat posterior arquejat donant la sensació que està a punt de saltar. Les cames són llargues i els músculs hi són ben marcats, quan estan quiets sembla que estiguin de puntetes.
El pelatge és suau, brillant, fi, atapeït, enganxat al cos i suficient llarg per tenir entre quatre i sis bandes de color. La seva llargada depèn de la zona del cos, la capa més baixa és extremadament fina, igual que a prop de les espatlles, és curt a la zona dorsal i es va fent llarg cap als laterals. El patró del pelatge és una característica genètica que se coneix com a "ticking", amb colors foscos intercalats amb colors més clars. Els colors són: salvatge o vermellós, alatzà, blau, beix i platejat i té dues o tres franges de color fosc i clar sobre cada pèl, amb la punta més fosca. Normalment, els colors foscos es troben sobre la columna vertebral i els clars a l'abdomen, al voltant dels llavis, la zona frontal de la gola i cap al pit.

## Caràcter
El primer gran tret del caràcter de l'abissini és que se'ls considera cadells permanents, ja que, tot i que la majoria de felins manifesten més maduresa a mesura que van creixent i una actitud més adulta, es desenvolupa físicament i emocionalment però no perd l'actitud entremaliada i juganera de la primera etapa de vida. Sempre es mouen per la curiositat i es distreuen amb qualsevol cosa, per exemple, amb les cortines i estanteries de la mateixa casa. És un animal molt actiu que exigeix constantment atenció i afecte, ja que no li agrada la solitud, extremadament sensible, net, intel·ligent, llest, hàbil, trepador i necessita fer exercici. S'adapta a qualsevol habitació sempre que tingui llibertat per moure's, es recomana deixar-lo lliure per la terrassa o jardí però no deixar anar pel carrer, ja que és espantadís i es pertorba fàcilment amb els sorolls i situacions estranyes. Com molts altres animals domèstics té tendència a escollir un humà predilecte entre els membre de la família al que serà fidel.

## Cures especials
En general és una raça bastant sana i resistent. Als abissinis els encanta saltar i grimpar, posar-se sobre la gent i els mobles, per això, és recomanable mantenir-li les ungles curtes. Es tracta d'una raça intel·ligent així que es pot entrenar fàcilment. Pot seure, donar la mà, parar-se, grimpar,... A més, en algun moment pot tornar-se agressiu i el primer que cal fer perquè es tranquil·litzi és agafar-lo fermament fins que es quedi quiet.
Les femelles estan bastant tranquil·les en zel i cuiden molt de les cries de la camada (normalment de quatre), no obstant, aquestes no fan gaire soroll, per tant, el cuidador ha d'estar-hi bastant atent. Els abissinis s'han de raspallar amb suavitat, entre dues i tres vegades a la setmana. Les malalties més freqüents són pèrdua dental, per això té tanta importància la seva higiene bucal, atròfia de la retina, luxació de ròtula i amiloïdosis renal. Com que són gats molt actius s'ha de tenir molt en compte l'alimentació i no és una preocupació el sobrepès. Un dels menjars principals és el pinso per aconseguir una elevada energia.